# Araneus ocaxa
Araneus ocaxa är en spindelart som beskrevs av Levi 1991. Araneus ocaxa ingår i släktet Araneus och familjen hjulspindlar. Inga underarter finns listade i Catalogue of Life.